# Оленино (Новгородская область)
Оле́нино — деревня в Окуловском муниципальном районе Новгородской области, относится к Боровёнковскому сельскому поселению.
Деревня расположена к востоку от одноимённого озера на Валдайской возвышенности, в 33 км к западу от Окуловки (50 км по автомобильной дороге), до административного центра сельского поселения — посёлка Боровёнка 21 км (29 км по автомобильной дороге).
В 1 км к западу от Оленина находится деревня Плавищи.
| 2010 |
| ---- |
| 2    |

## История
Оленино входило в Заручевский сельсовет, затем до 2005 года деревня входила в число населённых пунктов подчинённых администрации Боровёнковского сельсовета, после вошла в число населённых пунктов Боровёнковского сельского поселения.

## Транспорт
Ближайшая железнодорожная станция расположена на главном ходу Октябрьской железной дороги — в Боровёнке.